# Angie Tribeca
Angie Tribeca est une série télévisée américaine en quarante épisodes de 22 minutes créée par Steve Carell et Nancy Walls Carell, et diffusée entre le 17 janvier 2016 et le 30 décembre 2018 sur TBS, et au Canada, depuis le 1er mars 2016 sur The Comedy Network.
En France, elle est diffusée depuis le 7 mars 2018 sur Warner TV et au Québec depuis le 20 septembre 2018 sur le Club Illico. Elle reste inédite dans les autres pays francophones.
La série est une parodie des séries policières de type « procédural » avec comme personnage central l'inspectrice Angie Tribeca, interprétée par Rashida Jones.

## Synopsis
Angie Tribeca et ses collègues de la police de Los Angeles mènent des enquêtes variées traitées de manière complètement loufoque et invraisemblable.

## Distribution

### Acteurs principaux
- Rashida Jones (VF : Anne Dolan) : Angela « Angie » Tribeca
- Hayes MacArthur (en) (VF : Boris Rehlinger) : Jason « Jay » Geils (saisons 1 à 3)
- Jere Burns (VF : Nicolas Marié) : Lieutenant Pritikin Atkins
- Deon Cole (VF : Alex Fondja) : Daniel « DJ » Tanner (saisons 1 à 3, invité saison 4)
- Andrée Vermeulen (en) (VF : Bénédicte Bosc) : Dr Monica Scholls, médecin légiste
- Kiersey Clemons (VF : Ludivine Maffren) : Maria Charo (saison 4)
- Bobby Cannavale (VF : Gilles Morvan) : Angela « AJ » Geils, Jr., le fils d'Angie et de Jay (saison 4)

### Acteurs récurrents
- Alfred Molina (VF : Gabriel Le Doze) : Dr Edelweiss
- Andreas Wigand : Dave, le flic hurleur (saison 1)
- Dillon Paigen : Policier qui vomit (saison 1, invité saison 3)
- Matthew Glave (VF : Maurice Decoster) : Maire (saisons 1 à 3) puis Vice-président Joe Perry
- James Franco (VF : Anatole de Bodinat) : Sergent Eddie Pepper (saison 1 et 2)
- Caitlin Kimball : Nouvelle recrue (saison 2)
- Alison Rich : Inspectrice Petite (Small) (saison 2)
- Heather Graham (VF : Laura Préjean) : Agent Diane Duran (saison 2, invitée saisons 3 et 4)
- Mary McCormack (VF : Céline Duhamel) : Abigail Liukin (saison 2, invitée saison 3)
- Annie Mumolo (VF : Annabelle Roux) : Beth Wiedner (saison 3)
- Rob Riggle (VF : Constantin Pappas) : Calvin Sniglet / Inspecteur Zachary Fontaine (saison 3)
- Chris Pine (VF : Emmanuel Garijo) : Dr Thomas Hornbein (saison 3)
- Chris Kimball : Officier Kyle (saison 3)
- Ren Hanami : Fluga (saison 3)
- Taran Killam (VF : Guillaume Lebon) : Pierre Cardin (saison 4)
- John Michael Higgins (VF : Pierre-François Pistorio) : Randy / Dr Zaius (récurrent à travers les saisons : invité saisons 1, 3 et 4)

### Invités

#### Saison 1
- Nancy Carell (VF : Catherine Cipan) : Mme Perry
- Lisa Kudrow (VF : Rafaèle Moutier) : Monica Vivarquar
- Gary Cole : Professeur Everett Lamereau
- Gillian Vigman (VF : Laurence Bréheret) : Jean Naté
- Adam Scott (VF : Alexandre Gillet) : Chirurgien
- Jeff Dunham (VF : Laurent Maurel) : Fisher Price
- Sarah Chalke (VF : Véronique Desmadryl) : Mme Parsons
- David Koechner (VF : Gérard Darier) : Commissaire Barracuda
- Amy Smart (VF : Adeline Moreau) : Stacy
- Kerri Kenney-Silver (VF : Véronique Augereau) : Laurie Partridge
- Keegan-Michael Key : Helmut Fesseuh-Biteuh (FröntBüt)
- Bill Murray (VF : Bernard Métraux) : Vic Deakins
- Cecily Strong (VF : Barbara Tissier) : Samantha Stephens
- Aaron Lustig : Eric « Short Game » Stephens
- Laura Bell Bundy (VF : Natacha Muller) : Vivian Tribeca
- Allison Dunbar (VF : Sophie Riffont) : Julie Gaffney
- Gene Simmons : Lui-même
- Danny Trejo : Lui-même
- Jonathan Cake (VF : Guillaume Orsat) : Nafan
- Brett Rice (en) : Directeur Harding
- Ryan Hansen (VF : Benoît DuPac) : Wilson Phillips
- John Gemberling (en) : Barman Hipster

#### Saison 2
- Jon Hamm : McCormick
- Vicki Lewis : Anne Muffet
- Tzi Ma (VF : Olivier Destrez) : Joseph Takagi
- Busy Philipps : Courtney Woodpatch-Newton
- David Walton (VF : Emmanuel Curtil) : Brad Wilson
- Kevin Pollak : Lieutenant Weinberg
- Danny Pudi : Garth Tweedner
- Matt Malloy : Bob Terrier
- Maya Rudolph (VF : Barbara Delsol) : Jackie Wilder
- Eriq La Salle (VF : Thierry Desroses) : Dr Brainerd
- Noah Wyle (VF : Eric Missoffe) : Lewis Alcindor
- Todd Louiso (en) : Fibonacci
- Melanie Hutsell (VF : Anneliese Fromont) : Infirmière Barton
- Joey McIntyre (VF : Damien Boisseau) : Skylar
- Saul Rubinek (VF : Thierry Kazazian) : Bouffeur (Pfoopa)
- Chris Kirkpatrick (en) : Chad
- Aaron Carter : P.T. Cruiser
- Colton Dunn : Denarius
- Joe Jonas : Inspecteur Green
- Jonathan Frakes : Commandant Van Zandt
- Daniel Stern (VF : Jean-Luc Atlan) : Dreyfuss
- Michaela Watkins (VF : Danièle Douet) : Melanie Burke
- Josh McDermitt : Cook
- Nancy Carell (VF : Catherine Cipan) : Mme Perry
- Peggy Lipton (VF : Emmanuelle Bondeville) : Peggy, mère d'Angie Tribeca
- Ed Begley Jr. : Bonnie

#### Saison 3
- Timothy Omundson (VF : Arnaud Arbessier) : Dr Duncan Farnsworth III
- Jessica St. Clair (VF : Armelle Gallaud) : Mme Claire Farnsworth
- Juan Pablo Di Pace (VF : Marc Arnaud) : Ricardo Vasquez
- Graham Rogers : Eric
- Michaela Watkins (VF : Danièle Douet) : Melanie Burke
- Andrew Bachelor : Aaron McLaren
- Nate Torrence : Kurt Piedmont
- Randall Park : Dr Moreau
- Brad Leland (en) (VF : Philippe Catoire) : Arnold Waifer
- Michelle Dockery (VF : Ingrid Donnadieu) : Victoria Nova
- Tom Riley : Dr Frederik Wurst
- Natalie Portman (VF : Sylvie Jacob) : Christina Craft
- Rob Huebel (VF : Guillaume Lebon) : Sperbe Pennington
- Constance Zimmer : Inspecteur Jessica Goldstein
- Rachel Dratch (VF : Alexia Lunel) : Masha Chekov
- Robert Pine : Larry Sniglet
- Jean Smart (VF : Martine Irzenski) : Carnie
- Jack McBrayer (VF : Cédric Lemaire) : Wade
- Stephen Root (VF : Bernard Lanneau) : Mortimer Grosshuile
- Kelly Rohrbach (VF : Edwige Lemoine) : Laura Ashley
- Jim Titus : Victor
- Liam Carroll : Nathan
- Lizzy Caplan (VF : Céline Ronté) : Deirdre, la femme mystérieuse
- Kyle Bornheimer (VF : Jérôme Pauwels) : Scott
- Ana Ortiz (VF : Valérie Siclay) : Maria Cooker
- John Gemberling : Carl
- Ed Helms : Monsieur
- Ernie Hudson : Peter Tribeca
- Eileen O'Connell (VF : Christèle Billault) : Lydia Curtis
- Scott Beehner : Frederick Curtis
- Yasiel Puig : Lui-même
- Peggy Lipton (VF : Emmanuelle Bondeville) : Peggy, mère d'Angie Tribeca
- Niecy Nash (VF : Pascale Vital) : Pandora
- Billy Gardell : agent de police

#### Saison 4
- Angel Laketa Moore (VF : Charlotte Juniere) : l'infirmière Jacqueline Margot
- Eliza Coupe (VF : Juliette Degenne) : Dr Autumn Portugal
- Isla Fisher (VF : Dorothée Pousséo) : Lana Bobanna
- Dove Cameron (VF : Camille Timmerman) : Grace
- Gillian Jacobs : Becky Bunker / Baguette Bardot
- Joey Morgan : Ozzy
- Jimmy Tatro : Paul Boneson
- Nik Dodani : CRISPIN_GLOVES0FF295
- Anjelica Huston : Anna Summour
- Ivan Hernandez : Gonzalo Chocano
- Rose Byrne (VF : Pamela Ravassard) : Norrah Newt
- Jim Rash (VF : Laurent Morteau) : Philip Grammbbowski
- Tony Cavalero : Timmy Rhebus
- Carl Reiner : Glenn-Allen Mixon
- Gina Torres (VF : Annie Milon) : Gillian Kayhill
- Jake Picking (VF : Damien Ferrette) : Emerson Lake-Palmer
- Romy Rosemont : Ellen Marmaduke
- Phil Morris : Samuel Hagar
- Harry Hamlin (VF : Georges Caudron) : Leonard Scholls
- Indira G. Wilson (VF : Virginie Emane) : la juge Sweeney
- Carol Burnett (VF : Cathy Cerdà) : Présidente Priscilla Filcox
- Kathryn Hahn : Susan
- Daniele Gaither : l'agent à l'embarquement

Version française
- Société de doublage : Dubbing Brothers[5],[6]
- Direction artistique : Barbara Tissier[5],[6]
- Adaptation des dialogues : Sandrine Chevalier, Elizabeth Prinvault et Chantal Bugalski[5]

 Source et légende : version française (VF) sur RS Doublage et Doublage Séries Database

## Production
Le projet a débuté en mai 2013, et le pilote a été commandé en novembre 2013.
Le 21 janvier 2014, Rashida Jones décroche le rôle principal d'Angie Tribeca, suivi en février par Jere Burns et Andrée Vermeulen, ainsi que Quincy Jones et Peggy Lipton dans le rôle des parents dans le pilote.
La série a été commandée en mai 2014.
En janvier 2015, Hayes MacArthur (en), qui était invité dans le pilote, décroche un rôle principal. Parmi les invités : Adam Scott et Gillian Vigman, Amy Smart et David Koechner, Bill Murray, Keegan-Michael Key et Cecily Strong, Lisa Kudrow et James Franco.
Le 5 novembre 2015, TBS annonce la date de diffusion des dix épisodes en boucle durant 25 heures.
Le 6 juillet 2016, la série est renouvelée pour une troisième saison.
Le 27 juillet 2017, la série est renouvelée pour une quatrième saison.
Le 9 mai 2019, la série est annulée.

## Épisodes

### Première saison (hiver 2016)
Elle a été diffusée les 17 et 18 janvier 2016.
1. Qui veut la peau du maire ? (Pilot)
2. C'était l'organisatrice de mariage (The Wedding Planner Did It)
3. Le coupable est le ventriloque (The Famous Ventriloquist Did It)
4. L'Affaire du pouce (The Thumb Affair)
5. Le Commissaire Barracuda (Commissioner Bigfish)
6. Furet Royale (Ferret Royale)
7. Jour de congé (Tribeca's Day Off)
8. Meurtres en première classe (Murder in the First Class)
9. Immersion (Inside Man)
10. Otage, ô désespoir (The One with the Bomb)

### Deuxième saison (été 2016)
Elle a été diffusée hebdomadairement à partir du 6 juin 2016.
1. La Puce à l'oreille (Fleas Don't Kill Me)
2. Macchabée sauce soja (Miso Dead)
3. Pas de graisse à Malibu (Beach Blanket Sting-O)
4. La Cyber-menace (You've Got Blackmail)
5. Vieux dossiers (A Coldie but a Goodie)
6. Trafic d'organes (Organ Trail)
7. La Tête du Bad Boy (Boyz II Dead)
8. Le matelot sifflera trois fois (The Coast is Fear)
9. Contenu graphique pouvant heurter un certain public (Contains Graphic Designer Violence)
10. Qui veut la peau du maire Perry ? (Electoral Dysfunction)

### Troisième saison (2017)
Elle a été diffusée hebdomadairement à partir du 10 avril 2017.
1. Le Silence des chasseurs (Welcome Back, Blotter)
2. La Chasse au Chasseur (Murder Gras)
3. Délit de fuite (Brockman Turner Overdrive)
4. Allume-moi, Geils (Turn Me On, Geils)
5. Ça paraît dingue, mais c'est un coup des Experts Miami (This Sounds Unbelievable, but CSI: Miami Did It)
6. Hé ! Je résous une affaire, là ! (Hey, I'm Solvin' Here!)
7. Permis de forer (License to Drill)
8. L'Amnésique et l'Évadé (If You See Something, Solve Something)
9. La Grippe du pingouin (Germs of Endearment)
10. Le fauve est lâché (Go Get 'Em, Tiger)

### Quatrième saison (2018)
Elle est diffusée les 29 et 30 décembre 2018.
1. Retour en force (The Force Wakes Up)
2. La Chorale anti-virus (Glitch Perfect)
3. Le Cercle des Gamers Hardcore (Joystick Luck Club)
4. Une Crème très riche (Just the Fat, Ma'am)
5. La Louve de Wall Street (Trader Foes)
6. Glaciales Péripéties (Freezing Cold Prestige Drama)
7. Derrière le scandale (Behind the Scandalabra)
8. Procès en pagaille (Heading to the Legal Beagle)
9. Le Trésor des Atkins (Irrational Treasures)
10. Air Force Deux (Air Force Two)